# EROFS
EROFS（Enhanced Read-Only File System）是高翔等开发者为Linux内核开发的轻量级只读文件系统，旨在为各种只读使用场景（嵌入式设备、容器等）提供通用的只读文件系统解决方案。EROFS着重优化了运行时性能，同时实现了存储空间节省。EROFS也可以用于替代tar或cpio作为归档格式使用，拥有更好的随机读取性能。
EROFS针对Android、HarmonyOS智能手机或嵌入式设备等硬件资源有限的设备上的高性能只读需求，提供了透明压缩节省存储空间的解决方案。
华为所有搭载EMUI 9.0.1或更高版本的新产品均使用EROFS， EMUI 9.1还将EROFS作为关键功能推广。 Oppo、小米和部分三星产品也使用EROFS。
EROFS在Linux 5.4中正式合并到主线。

## 特性
EROFS文件系统有两种不同的inode磁盘布局。一种是紧凑模式，另一种是扩展模式。
- 小端设计[1]
- 32位块地址空间，默认4 KiB块大小，在此配置下的最大文件系统大小为16 TiB[1]
- 可以通过尾封装内联技术混合元数据和数据[1]
- 支持POSIX属性和权限、xattr拓展属性和POSIX访问控制表[1]
- 支持使用LZ4或MicroLZMA（自Linux 5.16起）进行固定输出透明压缩，以实现相对较高的压缩比[10] [1]
- 原位解压，实现了更高的顺序读取速率
- 自Linux 5.13起，支持更大的簇大小，以提供更好的压缩率[11][12]
- 自Linux 5.15起，支持直接I/O、直接访问(DAX)[1][13]
- 自Linux 5.15起，支持块层面的重复数据删除[1][14]
- 自Linux 5.16起，多设备支持多层容器映像[1]
- 自Linux 5.17起，支持尾部打包(Ztailpacking)，节省更多的磁盘空间和尾部I/O
- 自 Linux 5.19 起，基于文件的Fscache后端支持“按需模式”[15][16]
- 自Linux 6.1起，支持滚动哈希重复数据删除和碎片化[1]